# Orquestra vermelha

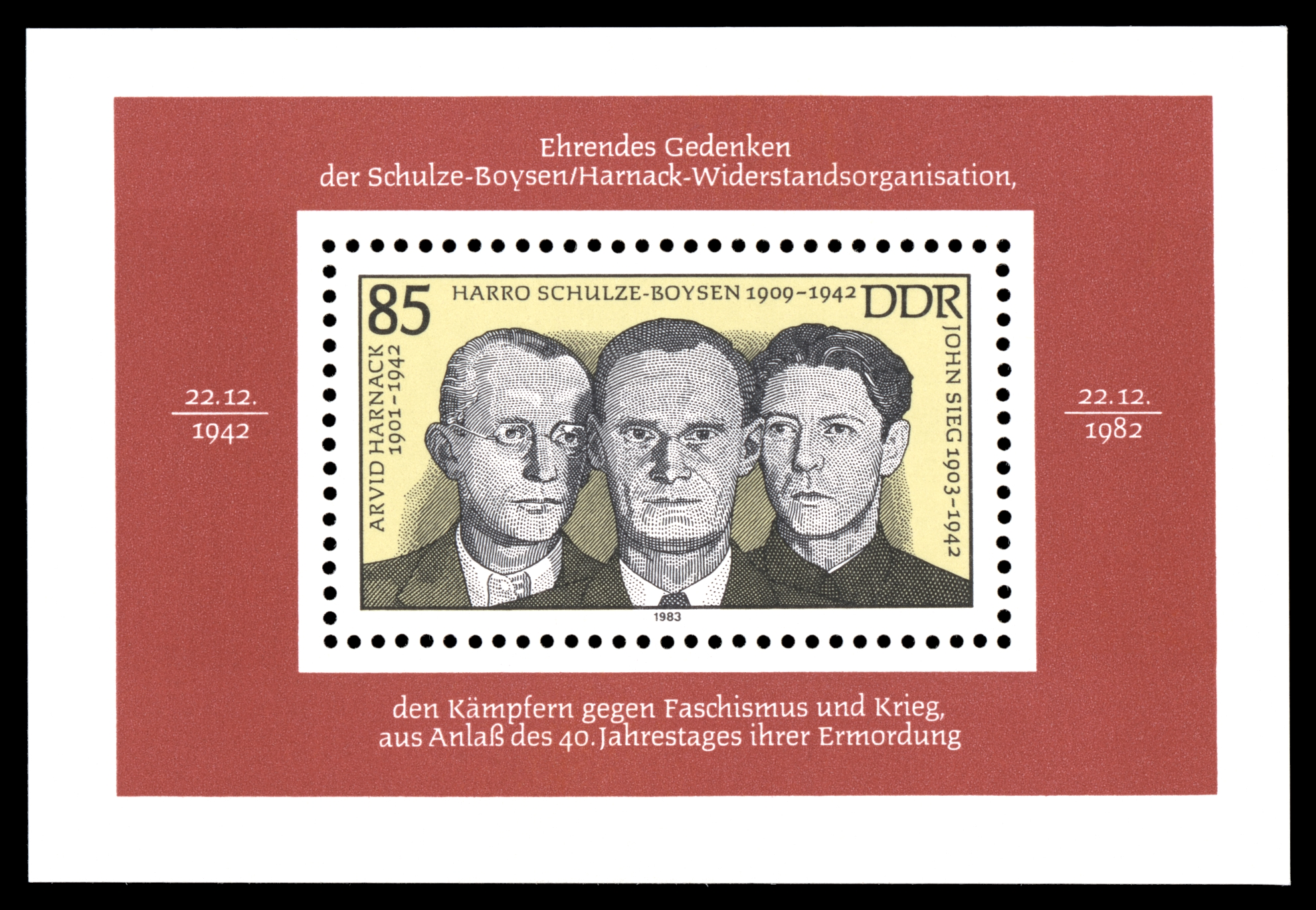
Selo postal homenageando o grupo
Orquestra vermelha.

Sob a designação de Orquestra Vermelha (em alemão: Rote Kapelle, em russo: Красная Капелла Transliteração: krasnaya kapella) a polícia secreta alemã (Gestapo) nos tempos do regime nacional-socialista subsumiu vários grupos de resistência antinazista. Durante a Segunda Guerra Mundial, o nome foi usado tanto para uma rede de espionagem soviética criada durante a Segunda Guerra Mundial na Europa ocidental ocupada pela Alemanha, quanto para grupos de resistência no território do Reich. A esses grupos pertenciam as organizações em volta de Harro Schulze-Boysen e Arvid Harnack e o círculo em volta do diplomata Rudolf von Scheliha. Os inícios da organização datam do ano de 1933, quando se formaram primeiros círculos privados de críticos do Nacional-Socialismo. Só em 1939 começou a cooperação entre os grupos em volta de Schulze-Boysen e de Harnack. O segundo complexo da "Orquestra Vermelha" foi a rede de grupos de espionagem soviética na França e na Bélgica, estreitamente ligada a Résistence francesa, erguida e comandada por Leopold Trepper. O terceiro complexo é o círculo quase autónomo em volta do diplomata Rudolf von Scheliha que trabalhava na seção de informação no Ministério de assuntos exteriores alemão. Um quarto complexo incluiu um círculo de pessoas que praticavam espionagem para a URSS já antes de 1933, como Kurt Schulze.
O motivo da designação dos grupos em volta de Harnack e Schulze-Boysen como agência de espionagem soviética pela Gestapo foi a tentativa da liderança do regime nazista de declarar a oposição antinazista como controlada do estrangeiro inimigo.
O círculo em volta de Arvid e de Mildred Harnack e do casal Adam e Greta Kuckhoff recrutava-se em 1933 de alunos de um liceu nocturno em Berlim (Berliner Städtisches Abendgymnasium für Erwachsene). Tratava-se no início de um grupo informal em que se debatia questões económicas e políticas, a base de um socialismo ético. Favorecia-se uma economia planejada e uma política exterior da Alemanha balançada entre o ocidente e o oriente, garantindo assim uma independência maior da nação dos limites do Tratado de Versalhes.
O grupo informal em volta de Harro Schulze-Boysen criticava o racismo nazista e ansiava por formar uma contra-elite antinazista.
Somente em 1939 começou uma cooperação mais estreita entre Schulze-Boysen e Harnack e se intensificaram contactos com grupos ilegais da resistência comunista, especialmente em Berlim e Hamburgo. Entre 1940 e 1942 o grupo em Berlim intensificou suas atividades em forma de panfletos e publicações ilegais contra a guerra. Contra uma exposição de propaganda nazista no Lustgarten de Berlim, intitulada "Das Sowjetparadies" (O paraíso soviético) distribuiu-se panfletos com o lema "Krieg, Hunger, Lüge, Gestapo - wie lange noch?" (Guerra, fome, mentira, Gestapo - por quanto tempo ainda?"). Em fevereiro de 1942 a Gestapo teve as primeiras suspeitas dos membros dos grupos, mas ainda não os conseguiu identificar.
A partir de setembro de 1941, se desenvolveram os primeiros contactos entre Harnack e Schulze-Boysen e a embaixada soviética em Berlim. Já desde os anos 30 Harnack estava convencido de que o papel futuro da Alemanha devia ser a de um "mediador entre Leste e Oeste, entre Versalhes e Moscou". Harnack tinha também contactos intensos com a embaixada norte-americana. Já em março de 1941 Harnack e mais tarde Schulze-Boysen forneceram de informações importantes sobre os planos da invasão alemã na URSS, ignoradas por Estaline que acreditava no pacto alemão-soviético de 1939. Tentativas de estabelecer uma ligação radiotelegráfica permanente com Moscou fracassaram por problemas técnicos. Informações ainda vigentes na literatura sobre a Orquestra Vermelha acerca de intensas actividades de uma emissora de rádio, segundo Danyel, não passam de lendas.  Como não chegaram nenhumas informações de Berlim, o serviço secreto soviético NKWD, em 26 de agosto de 1941, pediu a ajuda de Leopold Trepper em estabelecer um contacto com os oposicionistas em Berlim. Foi enviado Anatoli Gurevich ("Kent", "Vincente Sierra") que recebeu via radiotelefonia de Moscou uma mensagem com os endereços do casal Kuckhoff e de Libertas Schulze-Boysen em Berlim. Na conversa entre Gurevich e Schulze-Boysen foram dadas informações sobre aspectos da preparação militar alemã. Estas informações foram depois emitidas por rádio de Bruxelas a Moscou, pelo telegrafista Johannes Wenzel. Esta mensagem foi interceptada e escutada pela defesa militar alemã e pela Gestapo. Foi este único contacto entre os grupos de Harnack e Schulze-Boysen e a rede de espionagem em volta de Leopold Trepper, isto é, ao serviço de informação militar soviético que levou ao desmantelamento dos grupos resistentes. A partir de 31 de agosto de 1942, numa ação "blitz" de grande porte foram prendidos mais que 100 mulheres e homens que tinham sido membros dos grupos agora chamados de "Orquestra Vermelha" por uma comissão especial do RSHA (Reichssicherheitshauptamt), a instituição superior policial da Alemanha. Numa série de processos perante o Tribunal Militar do Reich (Reichskriegsgericht), mais que 50 membros do grupo da "Orquestra Vermelha" de Berlim foram condenados à morte e executados.
A rede de espionagem soviética liderada por Leopold Trepper conseguiu, durante 7 anos, enviar cerca de 1500 despachos para a União Soviética que custaram a vida de cerca de 200 mil soldados alemães segundo o chefe do Abwehr (Departamento de Informações e Contra-Informações Militares) Almirante Wilhelm Canaris. A mais importante das ações da rede de Trepper foi a informação de que os alemães planejavam invadir a cidade de Kursk, palco da maior batalha de tanques da história (batalha de Kursk), informando inclusive o número de tropas, tanques e veículos que seriam empregados na batalha. (ver: resistência alemã)
Em seu testemunho final, disse Leopold Trepper:
"Pertenço a uma geração sacrificada pela História... Homens e mulheres que chegaram nos clarões de outubro trazidos pelo grande sopro da revolução ascendente não imaginavam que, 50 anos mais tarde, só restaria de Lenin o corpo embalsamado na Praça Vermelha... com um tal sistema de coerção, alguns ainda ousam falar em socialismo."
Trepper morreu em Israel sem ver o esfacelamento do sistema que ajudara a fortalecer. Segundo oficiais desertores da ex-KGB a orquestra vermelha ainda existe e recolhe informações dos países da África, América Latina e Oriente Médio.[carece de fontes?]